# Biessejaure
Biessejaure är en sjö i Arjeplogs kommun i Lappland och ingår i Skellefteälvens huvudavrinningsområde. Sjön har en area på 0,484 kvadratkilometer och ligger 631,2 meter över havet. Biessejaure ligger i Pieljekaise Natura 2000-område.

## Delavrinningsområde
Biessejaure ingår i det delavrinningsområde (735817-154725) som SMHI kallar för Utloppet av Gaska-Bieljaure. Medelhöjden är 665 meter över havet och ytan är 14,48 kvadratkilometer. Räknas de 3 avrinningsområdena uppströms in blir den ackumulerade arean 46,72 kvadratkilometer. Bieljaurjåkkå som avvattnar avrinningsområdet har biflödesordning 2, vilket innebär att vattnet flödar genom totalt 2 vattendrag innan det når havet efter 313 kilometer. Avrinningsområdet består mestadels av skog (85 procent). Avrinningsområdet har 1,51 kvadratkilometer vattenytor vilket ger det en sjöprocent på 10,4 procent.